# Homecoming: A Film by Beyoncé
«Homecoming» (стилизовано как «HΘMΣCΘMING»; с англ. — «Возвращение») — документальный концертный фильм, повествующий о выступлении американской певицы Бейонсе на фестивале «Коачелла» в 2018 году. Продюсером, режиссёром и сценаристом выступила сама исполнительница.

## Промоушн
3 апреля 2019 года поступила информация, что Бейонсе работает над новой музыкой, а также совместным проектом с Netflix, который будет связан с её выступлением на «Коачелле» в 2018 году с дополнительными кадрами. 6 апреля 2019 года Netflix официально подтвердил проект, разместив в социальных сетях жёлтое изображение со словом «Homecoming» поперек него, а также дату выхода фильма. Трейлер фильма был в конечном итоге выпущен 8 апреля и был просмотрен более 16,6 миллиона раз на всех платформах за первые 24 часа. После выхода фильма Бейонсе выпустила концертный альбом под названием Homecoming: The Live Album.

## Релиз
В нескольких исторически чёрных высших учебных заведениях прошли предварительные показы 16 апреля, в том числе Говардском и Техасском южном университетах.
Официальная премьера состоялась на стриминговой платформе Netflix 17 апреля 2019 года. Nielsen сообщил, что фильм посмотрели более миллиона человек в США в первый же день, не считая просмотры на мобильных устройствах. 55% зрителей составили афроамериканцы, что выше, чем для любого другого оригинального сериала или фильма, отслеживаемый Nielsen на сегодняшний день, позади остался «Птичий короб», который имел 24% афроамериканской аудитории.

## Критический приём
«Homecoming» получил широкое признание от критиков. На сайте-агрегаторе Rotten Tomatoes рейтинг одобрения составляет 98 %, основанный на 45 отзывах при среднем балле 9.05/10. Критический консенсус кратко гласит: «Beychella forever». Metacritic присвоил фильму среднюю оценку в 92 балла, основанную на 12 рецензиях, что указывает на «всеобщее признание». Данные рейтинги могут свидетельствовать о том, что фильм является одним из самых высокооценённых телефильмов всех времён.

## Награды и номинации
| Год  | Награда                                      | Категория                                                              | Номинант / Работа                                      | Результат | Прим.  |
| ---- | -------------------------------------------- | ---------------------------------------------------------------------- | ------------------------------------------------------ | --------- | ------ |
| 2019 | Black Reel Television Awards                 | Outstanding Television Documentary or Special                          | Beyoncé Knowles-Carter и Derek Dixie                   | Номинация | [ 13 ] |
| 2019 | Cinema Eye Awards                            | Broadcast Film                                                         | Homecoming: A Film by Beyoncé                          | Номинация | [ 14 ] |
| 2019 | Cinema Eye Awards                            | Broadcast Editing                                                      | Homecoming: A Film by Beyoncé                          | Номинация | [ 14 ] |
| 2019 | Cinema Eye Awards                            | Broadcast Cinematography                                               | Homecoming: A Film by Beyoncé                          | Победа    | [ 14 ] |
| 2019 | Grierson Awards                              | Best Arts or Music Documentary                                         | Homecoming: A Film by Beyoncé                          | Шорт-лист | [ 15 ] |
| 2019 | IDA Documentary Awards                       | Best Music Documentary                                                 | Homecoming: A Film by Beyoncé                          | Победа    | [ 16 ] |
| 2019 | International Online Cinema Awards TV Awards | Variety, Comedy or Music Program                                       | Homecoming: A Film by Beyoncé                          | Победа    | [ 17 ] |
| 2019 | National Film & Television Awards            | Best Documentary                                                       | Homecoming: A Film by Beyoncé                          | Номинация | [ 18 ] |
| 2019 | Online Film & Television Association Awards  | Best Variety Program                                                   | Homecoming: A Film by Beyoncé                          | Номинация | [ 19 ] |
| 2019 | Online Film & Television Association Awards  | Best Direction of a Reality or Non-Fiction Program                     | Beyoncé Knowles-Carter и Derek Dixie                   | Победа    | [ 19 ] |
| 2019 | Primetime Emmy Awards                        | Outstanding Variety Special (Pre-Recorded)                             | Homecoming: A Film by Beyoncé                          | Номинация | [ 20 ] |
| 2019 | Primetime Emmy Awards                        | Outstanding Costumes for a Variety, Nonfiction, or Reality Programming | Marni Senofonte, Olivier Rousteing и Timothy White     | Номинация | [ 20 ] |
| 2019 | Primetime Emmy Awards                        | Outstanding Directing for a Variety Special                            | Beyoncé Knowles-Carter и Ed Burke                      | Номинация | [ 20 ] |
| 2019 | Primetime Emmy Awards                        | Outstanding Music Direction                                            | Beyoncé Knowles-Carter и Derek Dixie                   | Номинация | [ 20 ] |
| 2019 | Primetime Emmy Awards                        | Outstanding Production Design for a Variety Special                    | Ric Lipson, Rachel Duncan и Andrew Makadsi             | Номинация | [ 20 ] |
| 2019 | Primetime Emmy Awards                        | Outstanding Writing for a Variety Special                              | Beyoncé Knowles-Carter                                 | Номинация | [ 20 ] |
| 2020 | Grammy Awards                                | Best Music Film                                                        | Beyoncé Knowles-Carter, Ed Burke и Dora Melissa Vargas | Победа    | [ 21 ] |